# لي راسيل
لي راسيل (بالإنجليزية: Lee Russell)‏ (3 سبتمبر 1969 بساوثهامبتون في المملكة المتحدة - ) هو لاعب كرة قدم بريطاني في مركز الدفاع. لعب مع فوريست غرين ونادي بورتسموث ونادي بورنموث ونادي توركي يونايتد.

## وصلات خارجية
- لي راسيل على موقع قاعدة بيانات كرة القدم.إي يو (الإنجليزية)